# Copa das Maldivas
A Copa das Maldivas, ou Taça das Maldivas como também é chamada, é a competição nacional de formato Mata-Mata de futebol  da República das Maldivas.

## História
A primeira edição aconteceu em 1988, onde o Club Valencia sagrou-se campeão ao vencer na final o New Radiant.[carece de fontes?]

## Formato
A competição é realizada no formato Mata-Mata.

### Preliminares
No entanto, já houve edição que contou com jogos preliminares.

### Quartas-de-Finais
Nesta fase, oito equipes disputam quatro vagas para a próxima fase.

### Semi-finais
Nessa fase, as quatro equipes vencedores da fase anterior disputam duas vagas na final da competição.

### Final
Aqui, os dois vencedores das semi-finais se enfrentam em jogo único e o vencedor recebe o título de cameão do certame.

## Promoção
A equipe campeã da competição classifica-se para a Supercopa das Maldivas.

## Transmissão
A Eleven Sports também transmite o campeonato via streaming.
Para o continente, quem faz a transmissão do campeonato é a BeIN Sports, que também é responsável pelo sinal internacional.